# بخش هاپور
بخش هاپور (به انگلیسی: Hapur district) یک منطقهٔ مسکونی در هند است که در Meerut division واقع شده‌است. بخش هاپور ۶۶۰ کیلومتر مربع مساحت و ۱٬۳۳۸٬۲۱۱ نفر جمعیت دارد.